# Charyzmatyczny Kościół Episkopalny
Charyzmatyczny Kościół Episkopalny (bardziej znany jako Międzynarodowa Wspólnota Charyzmatycznego Kościoła Episkopalnego -
ang. International Communion of the Charismatic Episcopal Church) – kościół chrześcijański o charakterze ponadkonfesyjnym łączący w sobie charyzmatyczne zaangażowanie chrześcijan ewangelicznych z liturgiczną atmosferą kościołów katolickiego, anglikańskiego i prawosławnego.
Charyzmatyczny Kościół Episkopalny liczy obecnie, według własnych wyliczeń, około tysiąca parafii, 200 tysięcy członków i kilkakrotnie więcej sympatyków w 20 krajach świata. W 1992 roku został wyświęcony pierwszy biskup kościoła Randolph Adler.